# Mercedes Carreras
Mercedes Carreras né à Pergamino, province de Buenos Aires le 22 septembre 1940, morte à l'age de 83 ans, est une actrice et dramaturge argentine de cinéma, de théâtre et de télévision. Elle est mariée au réalisateur Enrique Carreras. Pour sa performance dans le film Las locas, elle reçoit le prix de la meilleure actrice au Festival international du film de Moscou 1977. Elle participe également dans un programme de théâtre à la radio intitulé The Two Covers.
A la mort de son mari, elle poursuit son activité de directrice et actrice dans le théâtre Mercedes Carreras (Teatro Mercedes Carreras) qu'elle inaugure au début des années 1970 à Mar del Plata et qui porte toujours son nom.

## Filmographie

### Cinéma
- Ni tan lejos, ni tan cerca   (2005) …Rosario Guanichea
- Delito de corrupción   (1991) …Dra. Gabriela Peña
- Las barras bravas   (1985) … María Castro
- Sálvese quien pueda   (1984) …Cameo
- Frutilla   (1980) …Mariceli / Marta Moreno
- Los drogadictos   (1979) …Sargento Julia Donati
- La mamá de la novia   (1978)
- Las locas   (1977) …Gabriela Ferri
- Las procesadas   (1975) …Beatriz / Norma Ferri
- Hoy le toca a mi mujer   (1973)
- Los padrinos   (1973)
- Había una vez un circo   (1972) …Aurelia
- Aquellos años locos   (1971)
- ¡Viva la vida!    (1969)
- Matrimonio a la argentina   (1968)
- ¡Esto es alegría!   (1967) …Jimena Rosales
- Un viaje al más allá   (1964)
- Ritmo nuevo, vieja ola   (1964) …Delia
- El sexto sentido (1963)
- El noveno mandamiento o La mujer de tu prójimo  (1962)
- Hombres y mujeres de blanco   (1962) …Cecilia Quiroga
- Obras maestras del terror   (1960) …Isabelle
- Angustias de un secreto   (1959) …Carmen Andrade
- Mientras haya un circo   (1958)
- El ángel de España   (1958)
- De Londres llegó un tutor   (1958)
- El primer beso   (1958)
- Nubes de humo   (1958)

### Théatre
- Hoy le toca a mi mujer (Actrice)
- Mi querido profesor (Actrice)
- La casa por la Ventana  avec Jorge Porcel et dirigé par Enrique Carreras
- Té para dos (Actrice)
- El hombre piola (Actrice)
- Frutilla (Interprète)
- Para alquilar balcones con Tita Merello y gran elenco (Actrice)
- Buenas noches aunque llueva (Actrice)
- La Boda del Año (Auteure, Directrice)
- Las d'enfrente (las de enfrente) (Actrice)
- La noche de la Basura (Actrice) avec Raúl Lavié.
- Vidas Paralelas (Auteure, Directrice)
- Secretos de hotel con Dario Vittori (Actrice - directrice)
- La jaula de las locas (Actrice)
- Boda Gitana (Actrice)
- No saludaran en el atrio (Actrice)
- Dios no existe, acabo de conocerlo (Actrice)
- Mujeres de ceniza (Actrice)
- Té de los Angelitos (Interprète)
- ¡Viva la vida!, el musical (Actrice)

### Télévision
- "La Familia Carreras (1970)
- El teatro de Mercedes Carreras (1981)
- Lobo (telenovela) (2012)
- Historias de la primera vez (mini série)
- La primera vez de muchas (2011)
- Sálvame María (2005) (série) … Dorita
- Cada día una mujer (1996) (programme de tv) … Jueves
- Los Libonatti (serie) … Mercedes